# آلن کینگزبری
آلن کینگزبری (انگلیسی: Alan Kingsberry؛ زادهٔ ۲۳ ژوئیهٔ ۱۹۵۴) دوچرخه‌سوار اهل ایالات متحده آمریکا است. وی در بازی‌های المپیک تابستانی ۱۹۷۶ شرکت کرده است.